# نیتتیس
نی ته تیس (به انگلیسی: Nitetis) شاهدخت مصری، دختر فرعون آپری یس و همسر شاهنشاه هخامنشی کمبوجیه دوم بود. می‌گویند ماجرای زیر از موجباتی بوده‌است که پادشاه ایران را به لشکرکشی علیه آماسیس دوم فرعون وقت مصر برانگیخت. کمبوجیه سفیری نزد آماسیس فرستاد و از او خواست بهترین چشم پزشک مصر را برای احتیاجی که پیش آمده بود روانهٔ ایران کند. پزشکی که انتخاب و فرستاده شده بود به قصد انتقامجویی که او را از شهر و دیارش دور کرده بودند، کمبوجیه را بر آن داشت که دختر آماسیس را خواستگاری کند زیرا می‌دانست که این تقاضا فرعون مصر را کاملاً در محظور می‌اندازد و امتناع از آن کار نیز روابط او و کمبوجیه را تیره می‌ساخت. پادشاه طبق این پیشنهاد رفتار و برای انجام منظور قاصدی روانهٔ مصر کرد. آماسیس که از حملهٔ دولت ایران بیمناک بود و نیز می‌دانست که کمبوجیه دخترش را به قصد نکاح نمی‌خواهد بلکه قصدش وارد کردن دختر در حرمسرای خود است، دچار وضع بغرنجی شد و توانایی جواب، خواه مثبت یا منفی نداشت. در همان روزها دختری رعنا و زیبا به نام نی ته تیس فرزند آپری تیس فرعون پیشین مصر، تنها فردی از آن خاندان سلطنتی پیشین بود که هنوز در دربار مصر می‌زیست. پس آماسیس درصدد برآمد این دختر را در جامه‌های فاخر و آراسته، به عنوان فرزند خویش روانهٔ ایران سازد. چندی بعد از آن روزی کمبوجیه دخترک را با نام خانوادگی‌اش فراخواند. دختر عرض کرد اعلی‌حضرتا نمی‌دانید که آماسیس چگونه شما را فریب داده‌است. او مرا در لباس فاخر به جای دختر خویش به پیشگاه فرستاده، در صورتیکه من دختر او نیستم آپری یس پدر من است که ولی‌نعمت آماسیس بود. او مصریان را بر ضد پدرم برانگیخت و او را به قتل رسانید. شنیدن این خبر سبب اختلاف بین دو رقیب شد و مایهٔ خشم کمبوجبه و عزم لشکرکشی او به مصر شد. در مورد صحت این داستان شک و تردید وجود دارد. مصری‌ها مدعی‌اند که خود کمبوجیه فرزند نی ته تیس دختر آماسیس بوده‌است و بنابراین کمبوجیه از طرف مادری مصری است. زیرا به گفتهٔ مصریان کوروش با دختر آماسیس ازدواج کرده، نه کمبوجیه ولی این ادعا بیجاست زیرا چنان‌که خود مصریان بیش از دیگران با قوانین پارس آشنایی دارند، تا وارث قانونی هست، فرزند دورگه در زمینهٔ جانشینی حقی ندارد. وانگهی کمبوجیه فرزند کاساندان دختر فرنه اسپه یکی از بزرگان خاندان هخامنشی بود، نه فرزند این بانوی مصری. ظاهراً داستان ازدواج کوروش با دختر فرعون مصر بعدها توسط کاهنان مصری جعل شده‌باشد تا چنان‌که رسم آنهاست فتح مصر را به یک نوادهٔ فرعون که بروایات آنان کمبوجیه باشد، منسوب کرده‌باشند.